# Mnożnik zatrudnienia
Mnożnik zatrudnienia – ilościowa relacja między całkowitym wzrostem zatrudnienia a wzrostem zatrudnienia przy robotach publicznych, określona – podobnie jak w mechanizmie mnożnika inwestycyjnego Johna Maynarda Keynesa – przez krańcową stopę konsumpcji. Mnożnik zatrudnienia to zależność odkryta w 1931 roku przez Richarda F. Kahna, który dowiódł, że wzrost zatrudnienia przy robotach publicznych powoduje mnożnikowy wzrost zatrudnienia w całej gospodarce. Mechanizm polega na wzroście popytu konsumpcyjnego, spowodowanym wzrostem funduszu płac, który pociąga za sobą wzrost zatrudnienia i dochodu w gałęziach dóbr konsumpcyjnych. Mnożnik zatrudnienia wpisuje się w koncepcje, stworzonej pięć lat później, ekonomii keynesowskiej.
Wyróżnić można trzy formy mnożnika, w zależności od chęci uwypuklenia jego innych składowych lub roli:
1. {\displaystyle {}\quad M_{1}={\frac {T}{B}},}
2. {\displaystyle {}\quad M_{2}={\frac {1}{1-{\frac {N}{T}}}},}
3. {\displaystyle {}\quad M_{3}=1+{\frac {N}{B}},}

gdzie:
{\displaystyle M_{1,2,3}} – mnożnik zatrudnienia,
{\displaystyle T} – całkowite zatrudnienie,
{\displaystyle B} – zatrudnienie przy robotach publicznych,
{\displaystyle N} – zatrudnienie w innych dziedzinach niż roboty publiczne,
{\displaystyle T=B+N.}